# ラジオアストロン
スペクトルR (Spektr-R) 、またはラジオアストロン (RadioAstron) は、直径10mの展開式アンテナを持つロシアの電波天文衛星である。 Russian Astro Space Centerが資金を出し、2011年7月18日に近地点10,000km、遠地点390,000kmの地球周回軌道に打ち上げられた。このミッションの科学上の主な成果目標は、100万分の1秒という前例の無いほどの角解像度で様々な天体を観測することである。
軌道上重量が3,295 kgある大型衛星で、フレガートSB上段ロケットを備えたゼニット3SLBFロケットで打ち上げられた。スペクトルRの電波望遠鏡の直径は10mあり、はるかの有効径8mを越えて世界最大の宇宙に置かれた電波望遠鏡であるとして2014年2月にギネス世界記録に認定されたと報道された。
後継プロジェクトとしては、サブミリ波、ミリ波の観測を行うスペクトルMを2025年に打ち上げる計画が進められている。